# Ciuluc
Ciuluc - cuvânt de origine turcică: çöllük, çöllyk - „deșert”, „pustietate”, altfel spus - teritoriu cu puțini de locuitori/așezări umane. Conform altor opinii își găsește corespondența în limbile turano-mongolice „loc cu pietre”, „loc pietros”, „pietrărie” (çulluk) (totuși podișul Ciuluc-Soloneț este lipsit de roci calcaroase).
Se poate referi la:
Localități din Republica Moldova:
- Ciuluc - sat în raionul Fălești.

Râuri din Republica Moldova:
- Ciulucul Mare - afluent al râului Ciulucul Mic;
- Ciulucul de Mijloc - afluent al râului Ciulucul Mic;
- Ciulucul Mic - afluent al râului Răut.